# George Dawes Green
George Dawes Green (Idaho, 1954) è uno scrittore statunitense.

## Biografia
Nato nel 1954 nell'Idaho, vive e lavora a Savannah, in Georgia.
Ha esordito nella narrativa nel 1994 con il romanzo thriller L'uomo della caverna, vincitore di un Premio Edgar e trasposto nell'omonima pellicola nel 2001.
Fondatore nel 1997 dell'organizzazione globale di storytelling "The Moth", ha in seguito pubblicato altri 3 romanzi vincendo nel 2023 il Gold Dagger con The Kingdoms of Savannah.

## Opere

### Romanzi
- L'uomo della caverna (The Caveman's Valentine, 1994), Milano, Baldini & Castoldi, 1996 traduzione di Carlo Oliva ISBN 88-8089-674-1.
- Il giurato (The Juror), Milano, Baldini & Castoldi, 1995 traduzione di Carlo Oliva ISBN 88-85987-58-3.
- Ravens (2009)
- The Kingdoms of Savannah (2022)

## Adattamenti cinematografici
- Il giurato (The Juror), regia di Brian Gibson (1996)
- Crime Shades (The Caveman's Valentine), regia di Kasi Lemmons (2001)

## Premi e riconoscimenti

### Vincitore
Edgar Allan Poe Award per il miglior primo romanzo
- 1995 con L'uomo della caverna[6]

Gold Dagger
- 2023 con The Kingdoms of Savannah[7]